# Sunne IK
Sunne IK är en ishockeyförening i Sunne i Värmlands län, som säsongen 2024–2025 spelar i Hockeytvåan. Hemmamatcherna spelas i Helmia Arena med en kapacitet om 1 570 åskådare.
Klubben spelade under större delen av 1990-talet i division I, vilken då var den näst högsta serien. Inför säsongen 1999-2000 kvalade laget in till den nyskapade, mindre, näst högsta serien, Allsvenskan, där det spelade en säsong.

## Säsonger i Division 1 och Allsvenskan
| Säsong    | Division            | Placering | Vårserie                  | Kval/Playoff                                                    |
| --------- | ------------------- | --------- | ------------------------- | --------------------------------------------------------------- |
| 1993/1994 | Division I Västra   | 8         | 7:a i fortsättningsserien | 2:a i norra kvalserien                                          |
| 1994/1995 | Division I Västra   | 3         | 1:a i fortsättningsserien | Utslagna av Skellefteå i playoff 1                              |
| 1995/1996 | Division I Södra    | 5         | 2:a i fortsättningsserien | Utslagna av Linköping HC i playoff 1                            |
| 1996/1997 | Division I Södra    | 4         | 1:a i fortsättningsserien | Utlsagna av Västerviks IK i playoff 1                           |
| 1997/1998 | Division I Södra    | 4         | 5:a i fortsättningsserien | 2:a i kvalserien till Division I                                |
| 1998/1999 | Division I Södra    | 8         | 4:a i fortsättningsserien | 2:a i kval till nya Allsvenskan, uppflyttade                    |
| 1999/2000 | Allsvenskan södra   | 9         | 7:a i vårserien           | nerflyttade                                                     |
| 2000/2001 | Division 1 Västra B | 2         | 3:a i Allettan            | 2:a i förkval västra                                            |
| 2001/2002 | Division 1 Västra B | 1         | 1:a i Allettan Västra     | 1:a i förkval Västra A; 5:a i kvalserien till Allsvenskan södra |
| 2002/2003 | Division 1 Västra B | 1         | 1:a i Allettan Västra     | 1:a i Förkval Västra A; 4:a i kvalserien till Allsvenskan södra |
| 2003/2004 | Division 1 Västra B | 1         | 4:a i Allettan Västra     | 3:a i Förkval Västra                                            |
| 2004/2005 | Division 1 Västra   | 5         |                           |                                                                 |
| 2005/2006 | Division 1E         | 8         |                           |                                                                 |
| 2006/2007 | Division 1E         | 6         | 3:a i vårserien           |                                                                 |
| 2007/2008 | Division 1E         | 5         | 3:a i vårserien           |                                                                 |
| 2008/2009 | Division 1E         | 10        | 6:a i vårserien           | 1:a i kvalserie E                                               |
| 2009/2010 | Division 1E         | 7         | 2                         |                                                                 |
| 2010/2011 | Division 1E         | 8         | 5:a i vårserien           | 2:a i kvalserie D                                               |